# برينا أوبراين
برينا أوبراين هي ممثلة كندية، ولدت في 9 مارس 1991 ببرامبتون في كندا.

## ترشيحات
- Leo Award for Best Youth or Children's Program or Series ‏

## وصلات خارجية
- برينا أوبراين على موقع IMDb (الإنجليزية)
- برينا أوبراين على موقع أول موفي (الإنجليزية)
- برينا أوبراين على موقع قاعدة بيانات الفيلم (الإنجليزية)